# Rio Ljungan
Ljungan ( PRONÚNCIA) é um rio da Norlândia, na Suécia.
Nasce perto da montanha Helagsfjället, em Härjedalen, passa pela Jämtland, atravessa Medelpad e deságua no Mar Báltico, perto de Sundsvall.
Tem uma extensão de 350 km, e uma bacia hidrográfica com uma área de 13 100 km2.